# Калаора (Шпанија)
Калаора (шп. Calahorra) град је у Шпанији у аутономној заједници Ла Риоха. Према процени из 2017. у граду је живело 23 827 становника.

## Становништво
Према процени, у граду је 2017. живело 23 827 становника.
| 2017.  |
| ------ |
| 23.827 |

## Партнерски градови
- Montecompatri
- Косад